# Ruptura heterolítica
Ruptura heterolítica ou cisão heterolítica é a quebra eletronicamente assimétrica de uma ligação química que tem como consequência a transferência do par de elétrons compartilhados para um dos átomos da ligação (comumente o mais eletronegativo) seguida da formação de espécies carregadas negativa e positivamente (íons), o que difere da ruptura homolítica.